# بيل جونستون (لاعب غولف)
بيل جونستون (بالإنجليزية: Bill Johnston)‏ هو لاعب غولف أمريكي، ولد في 2 يناير 1925 في دونورا ‏ في الولايات المتحدة.

## وصلات خارجية
- بيل جونستون على موقع رابطة لاعبي الغولف المحترفين (الإنجليزية)